# Брејв
Брејв (енгл. Brave) је бесплатан веб прегледач отвореног кода, који је заснован на Хромијум веб прегледачу. Брејв веб прегледач онемогућава приказивање реклама и омогућава да корисници доприносе раду креатора садржаја на интернету у виду криптовалуте БАТ. 
Од 2019. године прегледач је доступан на Линукс, Виндоуз, Мек и ИОС оперативним системима. Тренутна верзија прегледача садржи пет подразумеваних веб претраживача као што је ДакДакГо.

## Историја
Брејв је развила компанија Брејв Софтвер, која је основана 28. маја 2015. године. Компанију је основао Брендан Ајк (бивши директор Мозила Корпарације) и Брајан Бонди. Брејв прегледач је почео са радом 20. јануара 2016. године са одликом да онемогућава приказивање реклама.
У јуну 2018. године, Брејв је пустио у рад тест верзију прегледача, који се базирао на то да се корисницима, којима се приказују рекламе, плати одређен износ новца. Та верзија је подразумевала 250 реклама и бележила је активност корисника како би се ова функционалност тестирала. Касније тог месеца, Брејв је додао подршку за Тор у режиму приватног прегледања веба.
Све до децембра 2018. године, Брејв је користио развојно окружење Електрон, које је сматрано за сигурније окружење. Ипак, програмери Брејва су одлучили да пређу на Хромијум, наводећи потребу за олакшање одржавања. Последња верзија заснована на Електрон платформи је објављена са намером да обавести кориснике да ажурирају Брејв, јер се ближи крај тој верзији.
У јуну 2019. године Брејв је започео тестирање алгоритма за блокирање реклама, заснован на Раст програмском језику, за који тврде да је 69 пута бржи од претходног писаног у C++ језику. За нови алгоритам, инспирација су били ЈуБлок и Гостери алгоритми.
Брејв је објавио стабилно издање верзије 1.0  у новембру 2019. године, док је имао 8,7 милиона активних корисника месечно. Брејв 1.0 је направљен за Андроид, ИОС, Виндоуз 10, МекОС и Линукс оперативни систем. Према писању блога Енгеџет, на свим платформама су интегрисане скоро све функционалности Брејв прегледача.

## Пословни модел
За управљање приходима, Брејв користи БАТ криптовалуту. Компанија је настала под именом Хајпервер Лабс, али је касније променила име у Брејв Софтвер са седиштем у Калифорнији.
До августа 2016. године, компанија је примила 7 милиона америчких долара од „Пословних анђела”. 
У новембру 2019. године Брејв је пустио у рад рекламну мрежу, која враћа 70 процената прихода деоница корисницима.

## Специфичности

### Бејзик Атеншн Токен
Бејзик Атеншн Токен (енгл. Basic Attention Token) је децентрализована платформа заснована на Етериуму. У мају 2017. године, Компанија Брејв је у првој понуди коина продала милијарду токена за укупно 35 милиона америчких долара у року од 30 секунди. Компанија је задржала додатних 500 милиона токена у сврху прилагођавања на платформу.
У децембру 2017. године , компанија је исплатила први круг токена у сврху повећања броја корисника. Укупно је подељено 300 хиљада токена по принципу „Први дошао, први услужен”.

### Брејв ривоурдс
Од априла 2019. године корисници Брејв прегледача могу да користе Брејв Ривоурдс (енгл. Brave Rewards), како би доприносили раду аутора садржаја на интернету. Власници сајтова и креатори садржаја морају бити регистровани као издавачи. Корисници могу укључити опцију да се аутоматски сваког месеца шаље допринос, који су одредили, ауторима чији сајт посећују.
Корисници могу одрабрати да зарађују токене, тако што би им се приказивале рекламе у виду обавештења на оперативном систему. Избор за приказивање реклама се врши на основу претходне историје претраживања корисника. Приватне информације корисника се не преносе путем интернета, већ се обрађују локално у прегледачу. Постоји и могућност за купопродају ових токена на онлајн мењачници криптовалуту Апхолд.